# Ephemerum stellatum
Ephemerum stellatum là một loài rêu trong họ Ephemeraceae. Loài này được H. Philib. mô tả khoa học đầu tiên năm 1879.